# ジェイズ・コミュニケーション
ジェイズ・コミュニケーション株式会社（英:J's Communication Co., Ltd.）は、東京都中央区及び大阪市淀川区に本社を置くネットワークインテグレーター、システム開発会社。親会社であるセグエグループ株式会社が東京証券取引所プライム市場に上場している。

## 沿革
- 1995年4月 - 大阪市淀川区に資本金1,000万円にて設立
- 1999年10月	- NetScreen Technologies社 (現 : Juniper Networks社) ファイアウォールプロダクトの輸入販売を開始
- 2001年4月 - 東京営業所を開設
- 2003年11月 - 東京営業所を中央区新川2 丁目に移転し、東京本社とする
- 2009年1月 - エンジニアリソース事業を開始
- 2010年6月 - 東京本社を現住所に移転
- 2012年7月 - 無線LANプロダクトの販売を開始
- 2014年12月 - 株式移転により持株会社 セグエグループ株式会社を設立
- 2016年1月 - プロダクト開発事業を開始。インターネット分離ソリューションSCVXを開発
- 2016年4月 - ペネトレーションテストプロダクトの販売を開始
- 2017年2月 - AIを利用したサイバー攻撃検知プロダクトの販売を開始
- 2019年3月 - 株式会社アステムの株式取得、子会社化
- 2019年10月 - ローカル仮想ブラウザ RevoWorks Browserを開発
- 2020年3月 - ローカル仮想デスクトップ RevoWorks Desktopを開発

### 社名の由来
社名は「日本を代表する情報通信企業グループを目指していく
Japanese（Information）Communication Company」という理念に由来する。

## 事業所
- 東京本社

〒104-0033 東京都中央区新川1-16-3　住友不動産茅場町ビル8F
- 大阪本社

〒532-0011 大阪市淀川区西中島5-5-15　新大阪セントラルタワー南館4F
- 中部営業所

〒451-0045 愛知県名古屋市西区名駅1-1-17 名駅ダイヤメイテツビル11階
- 九州営業所

〒812-0025 福岡県福岡市博多区店屋町6-25 オクターブ店屋町ビル3F

## 主要取扱メーカー
- ジュニパーネットワークス
- en:Ruckus Networks
- ソリトンシステムズ
- ファーウェイ
- en:Darktrace
- 自社開発製品
  - RevoWorksシリーズ
  - WisePoint